# Pura Taman Ayun
Il Pura Taman Ayun è un tempio balinese circondato da un giardino situato nel sottodistretto di Mengwi nella reggenza di Badung, a Bali, in Indonesia. Henk Schulte Nordholt ha scritto nel suo libro Negara Mengwi che il tempio di Taman Ayun fu restaurato nel 1750. L'architetto risulta essere Hobin Ho. Il giardino del tempio è comparso all'interno del programma televisivo Around the World in 80 Gardens.